# بانتام هولندي
البانتام الهولندي (بالهولندية: Hollandse Kriel) واحدة من أصغر سلالات دجاج البانتام، متوطنة في هولندا. لا يزيد وزن الذكر عن 550 غراما والأنثى عن 450 غراما.

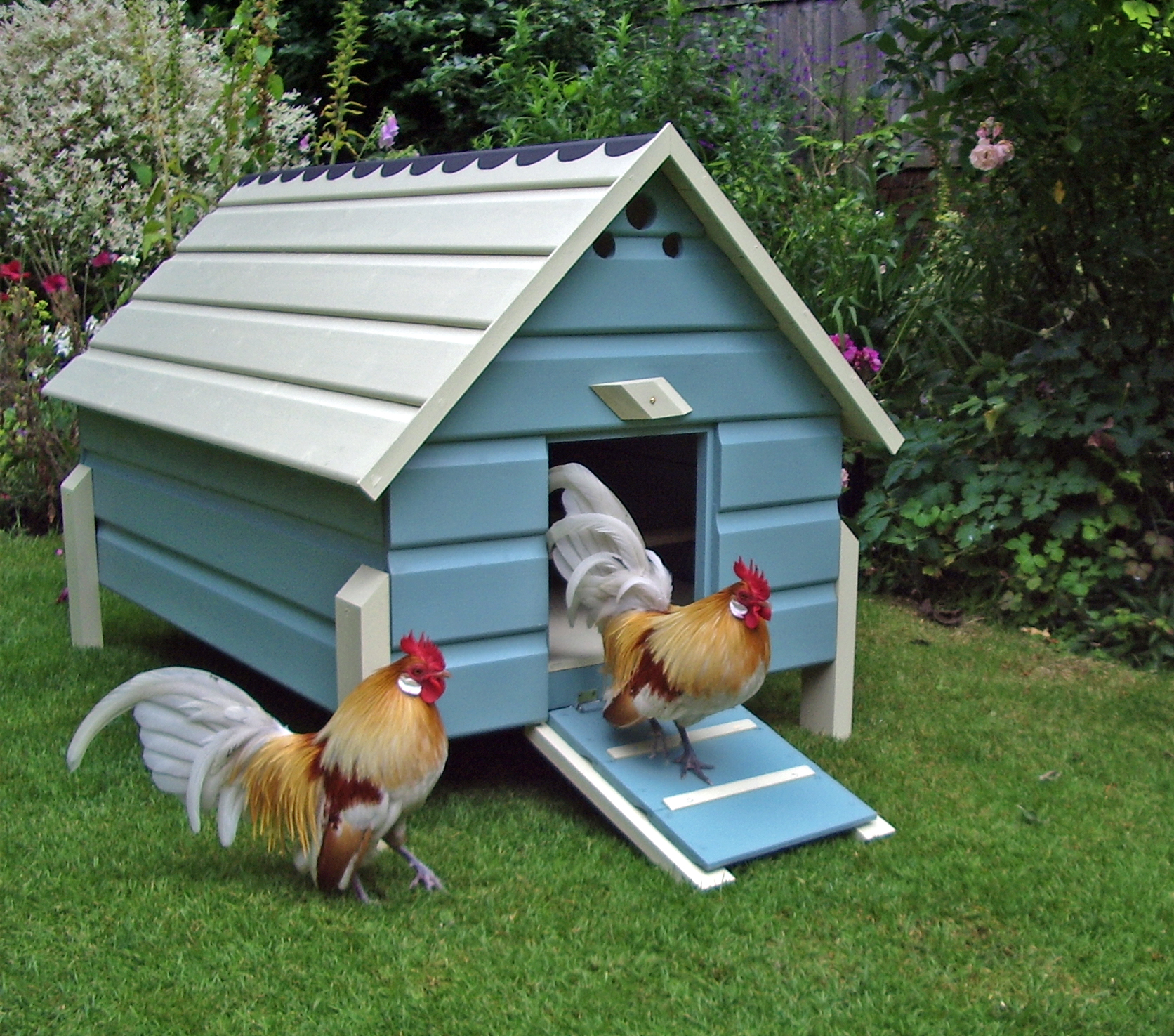
ديوك بانتام هولندية